# Ауксилия палатина

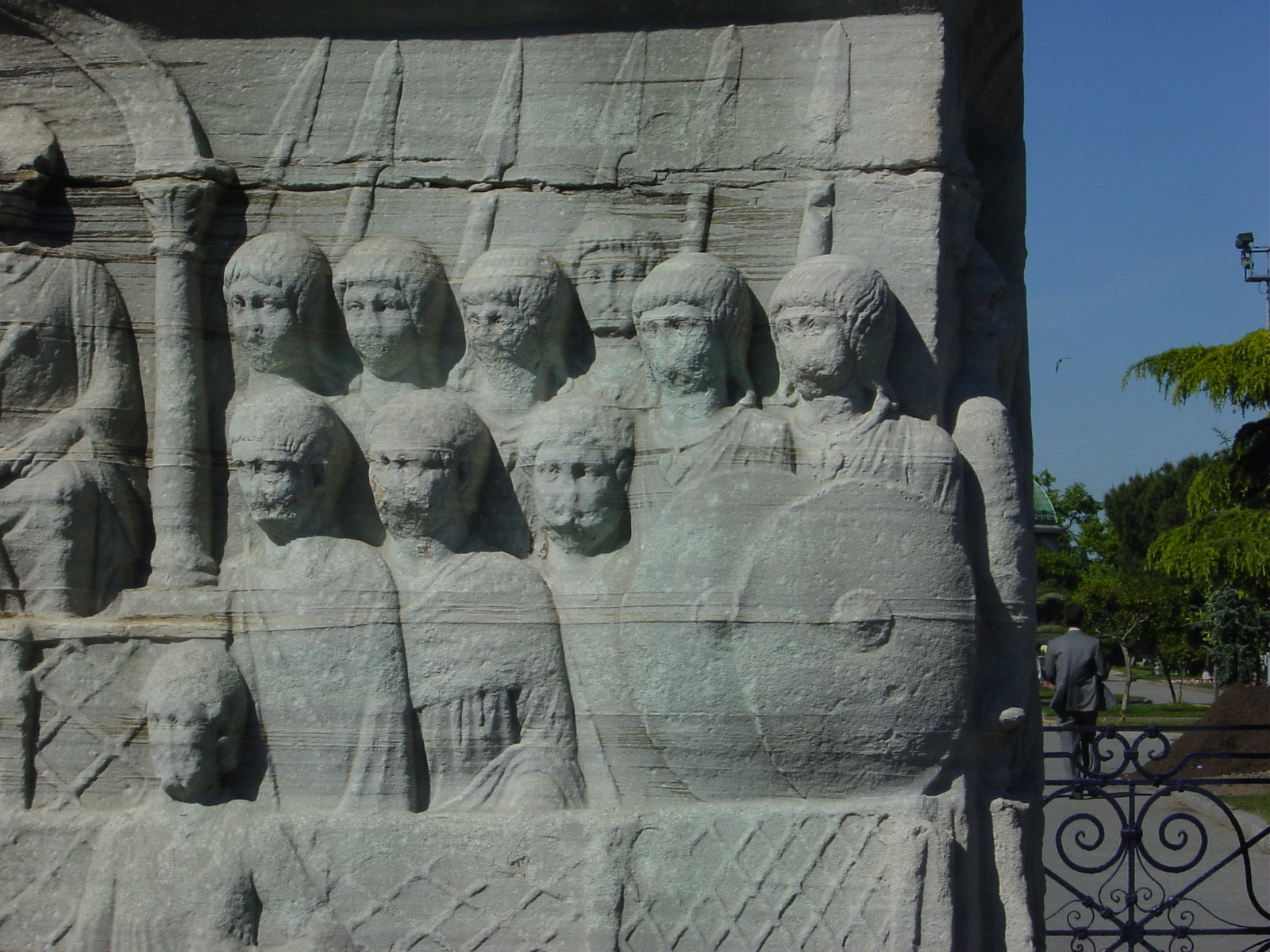
Император (слева) и ауксилия палатина (задний ряд). Воины имеют варвароподобный облик (длинные волосы и полковые кулоны), что идёт вразрез с нормами моды эпохи принципата. Обелиск Феодосия I в Константинополе, 390 год.

Палатины, ауксилия палатина, дворцовые палатины, палатинская схола (лат. legiones palatinae, auxilia palatina, milites palatini, scholae palatini ) — отборные пехотные и кавалерийские (vexillationes) подразделения поздней римской армии, впервые появившиеся при императоре Константине I, около 325 года нашей эры.

## История
После кризиса тетрархии и чреды гражданских войн 306 — 312 годов между Максенцием, Максимином, Лицинием и Константином существенно изменилось положение гвардии. В частности, после битвы у Мульвийского моста Константин распустил подразделения, поддержавшие его противника Максенция, в том числе преторианские когорты. Скорее всего, именно этот факт заставил императора Константина вскоре взамен распущенных подразделений сформировать несколько новых гвардейских отрядов — схол, позже преобразованных в палатинов (не путать с ауксилией палатинов, которые в отличие от палатинов и палатинских схол состояли не из легионных отрядов, а из бывших подразделений ауксилии, в основном галльской и германской).
Legiones palatinae были сформированы точно так же, как и легионы комитатенсов, путем выделения отрядов из старых легионов принципата или тетрархии. Кроме легионной пехоты в число палатинов входила также ауксилия, которая и являлась ядром этого типа подразделений. Высоким военным авторитетом пользовались палатинские ауксилии, набранные из галлов и германцев, живущих на территории империи.
Составной частью "мобильной армии" принято считать milites palatini (дворцовые войска). Самое раннее упоминание в Кодексе Феодосия об этой категории солдат относится к 365 г., однако большинство исследователей считает, что palatini как наиболее привилегированная часть полевой армии, совершенно не связанная с функцией охраны дворца, появились значительно раньше. П. Саутерн и К. Р. Диксон находят, что одной мобильной армии, сосредоточенной непосредственно при императоре, было недостаточно для поддержания спокойствия на всех границах империи; поэтому в наиболее неспокойных диоцезах (Галлия, Иллирик, Фракия, Восток) были созданы так называемые региональные полевые армии, подчинявшиеся командующим в звании magister equitum или comes rei militaris. При этом из единой полевой армии были выделены лучшие отборные отряды, которые образовали "центральную полевую армию", находившуюся под непосредственным командованием самого императора. В дальнейшем, чтобы отличить comitatenses императорской армии от comitatenses региональных армий, первым был присвоен титул palatini. По мнению В. И. Холмогорова, такое разделение могло произойти при Константине или даже Диоклетиане. С момента своего отделения от императора и превращения в "мобильные" подразделения, палатины выполняли функцию охраны военачальников и почётного караула важных государственных лиц.
Вероятно изначально палатинские подразделения являлись дворцовыми схолами (scholae palatini), в задачу которых входила охрана императора. Отдельными отрядами выступают палатинские схолы (scholae palatinae), которые не подчинялись общевойсковому командованию и находились в сфере подчинения магистра оффиция (magister officiorum), что подчёркивает их связь с двором и императором. В большинстве своём схолы состояли из контингентов тяжёлой кавалерии, из которых при Константине отбиралось по сорок кандидатов (candidati) в личную охрану императора.
Главное отличие palatini от comitatenses в более варварском составе палатинов. При, в целом, одинаковой структуре и организации, "гвардию" (palatini) отличает от остальных частей полевой гвардии императора (comitatenses) наличие более варварского состава как в рядах легионов, так и самостоятельных auxilia palatini. Аналогичная ситуация и с палатинской конницей — vexillationes.

## Список ауксилий палатин
Список ауксилий палатин создан в начале V века (Notitia Dignitatum), в нём изображены также некоторые модели щитов.
| - Cornuti seniores - Brachiati seniores - Petulantes seniores - Celtae seniores - Batavi seniores - Mattiaci seniores - Mattiaci iuniores - Ascarii seniores - Ascarii iuniores - Iovii seniores - Cornuti iuniores - Sagittarii Nervii - Leones seniores - Leones iuniores - Exculcatores seniores - Sagittarii Tungri - Exculcatores iuniores - Tubantes - Salii - Grati - Felices seniores - Felices iuniores | - Gratianenses seniores - Invicti seniores - Augustei - Iovii iuniores - Victores iuniores - Batavi iuniores - Bructeri - Ampsivarii - Gratianenses iuniores - Valentianenses iuniores - Raeti - Sequani - Sagittarii venatores - Latini - Sabini - Brachiati iuniores - Honoriani Atecotti seniores - Honoriani Marcomanni seniores - Honoriani Marcomanni iuniores - Honoriani Atecotti iuniores - Brisigavi seniores - Brisigavi iuniores | - Honoriani Mauri seniores - Honoriani Mauri iuniores - Celtae iuniores - Invicti iuniores Britanniciani - Exculcatores iuniores Britanniciani - Felices Valentinianenses - Mattiaci iuniores Gallicani - Salii Gallicani - Sagittarii Nervii Gallicani - Iovii iuniores Gallicani - Seguntienses - Galli victores - Honoriani victores iuniores - Honoriani ascarii seniores - Felices iuniores Gallicani - Atecotti iuniores Gallicani - Tungri - Honoriani Gallicani - Mauri tonantes seniores - Mauri tonantes iuniores |

Ampsivarii
Felices seniores
Honoriani ascarii seniores
Invicti iuniores Britanniciani
Iovii seniores
Leones seniores
Petulantes
Sequani

## В массовой культуре
Ауксилии палатины появляются в нескольких играх серии Total War (Rome: Total War — Barbarian Invasion, Total War: Rome II, Total War: Attila).

### На русском языке
- Банников А.В., Римская армия в IV столетии (от Константина до Феодосия) / — СПб.: Филологический факультет СПбГУ; Нестор-История, 2011. — 264 с., ил. — (Historia Militaris).
- Холмогоров В.И., Римская стратегия в IV в. н. э. у Аммиана Марцеллина //ВДИ, № 3, 1939 C.87-97;
- Холмогоров В.И., Полевая армия (Comitatenses) Римской империи IV в. н. э. // УЗ ЛГУ, сер. ист. наук. Вып. 12 № 86.С. 81-100.

### На английском языке
- A. Alföldi, 'Cornuti: A Teutonic Contingent in the Service of Constantine the Great and its Decisive Role in the Battle at the Milvian Bridge', Dumbarton Oaks Papers 13 (1959) 169—183.
- M. Colombo, 'Constantinus rerum nouator: dal comitatus dioclezianeo ai palatini di Valentiniano I', Klio 90 (2008) 124—161.
- D. Hoffmann, Das spätrömische Bewegungsheer und die Notitia Dignitatum ([Epigraphische Studien 7.1-2] Dusseldorf 1969-70).
- M.J. Nicasie, Twilight of Empire: The Roman Army from the Reign of Diocletian until the Battle of Adrianople (Amsterdam 1998).
- O. Schmitt, 'Stärke, Struktur und Genese des comitatensischen Infanterienumerus', Bonner Jahrbücher 201 (2001 [2004]) 93-111.
- Southern P.,Dixon K. R. The Late Roman Army. London: B. T. BastfordLtd, 1996. P. 19\Jones A. H. M The Later Roman Empire. P. 608.
- M.P. Speidel, 'Raising New Units for the late Roman army: auxilia palatina', Dumbarton Oaks Papers 50 (1996) 163—170.
- M.P. Speidel, 'The Four Earliest Auxilia Palatina', Revue des Études Militaires Anciennes 1 (2004) 132-46.
- C. Zuckerman, 'Les «Barbares» romains: au sujet de l’origine des auxilia tétrarchiques' in M. Kazanski and F. Vallet (eds.), L’Armée romaine et les barbares du IIIe au VIIe siècles (Paris 1993) 17- 20.